# Rada Powiernicza ONZ

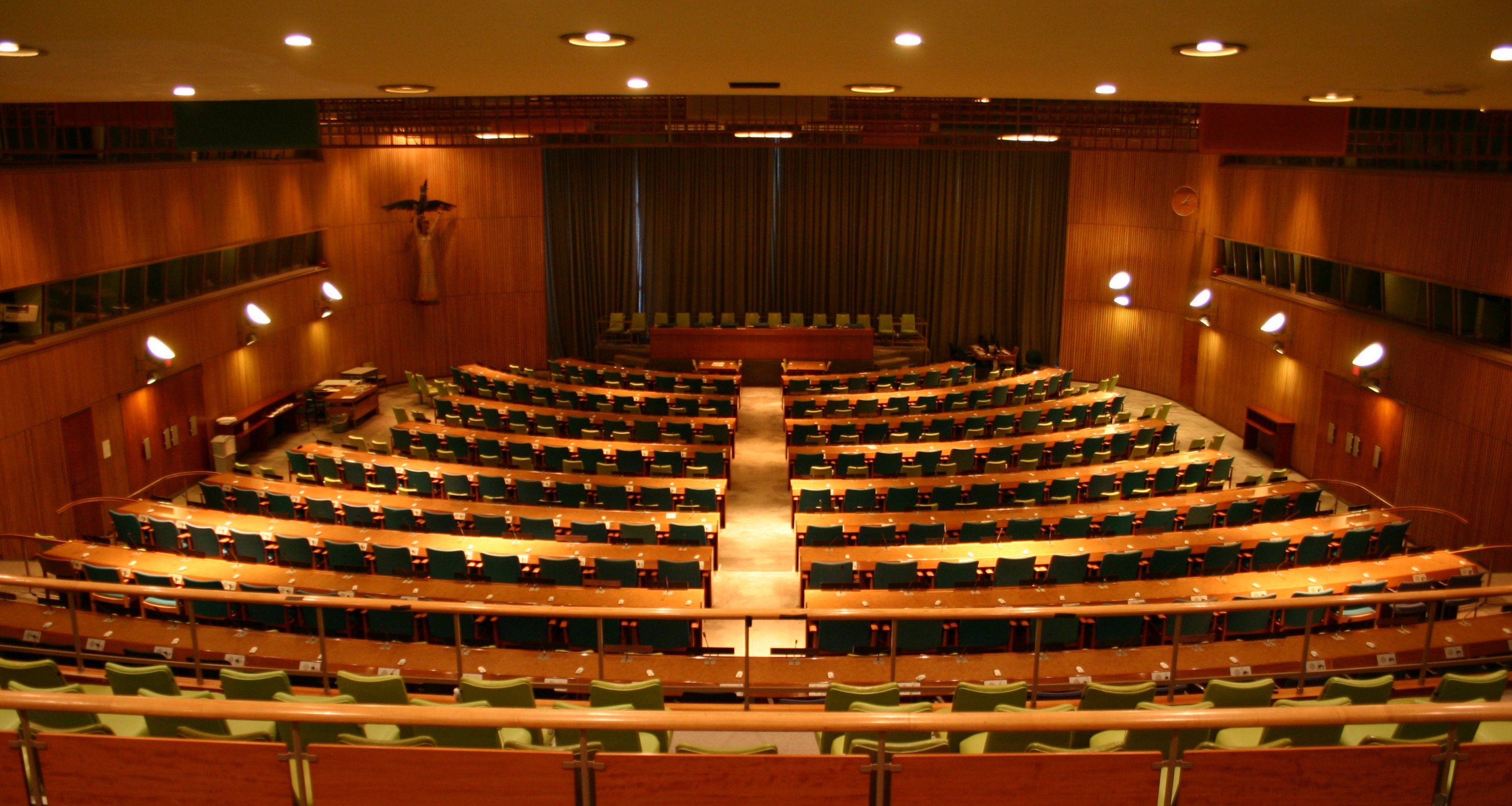
Rada Powiernicza ONZ

Rada Powiernicza ONZ – składała się z pięciu stałych członków Rady Bezpieczeństwa, państw zarządzających terytoriami powierniczymi (na początku było ich 8) oraz wybranych w tej samej liczbie przez Zgromadzenie Ogólne ONZ państw nieadministrujących terytoriami zależnymi. Powołana została do kontroli nad terytoriami powierniczymi do momentu ich usamodzielnienia, aby działać w interesie ich mieszkańców. Ze względu na to, że terytoria te – w większości terytoria mandatowe Ligi Narodów oraz terytoria przejęte od państw pokonanych w czasie drugiej wojny światowej – uzyskały samodzielność, działalność Rady Powierniczej została zawieszona, a jej misja wypełniona. Ostatnim terytorium było Palau, które stało się członkiem ONZ w 1994 roku.